# J. Eddie Peck
Pour les articles homonymes, voir Peck.
John Edward Peck (J. Eddie Peck) est un acteur américain, né le 10 octobre 1958 à Lynchburgen en Virginie. Il est connu pour avoir joué le rôle d'Adam Baylin dans la série Kyle XY et aussi pour son rôle dans Les Feux de l'amour.

## Biographie
Il a étudié à Missouri Southern State University, où il a obtenu un baccalauréat en marketing.

## Filmographie

### Cinéma
- 1986 : Campus de Albert Pyun : Danny Lennox
- 1989 : La morsure de Federico Prosperi : Clark Newman
- 1990 : Lambada... le film de Joel Silberg (en) : Kevin 'Blade' Laird
- 2001 : Blind Heat de Adolfo Martínez Solares : Victor
- 2004 : The Dark Agent and the Passing of the Torch Chapter 7 : John Hill (court métrage)
- 2009 : Mexican Gold de Chuck Walker : Pick Randall
- 2016 : Divorce Texas Style de Corbin Timbrook : Quentin Stewart
- 2023 : Bright Ideas de Ronn Head : Mr. Hall

### Télévision

#### Séries télévisées
- 1984 : Glitter : Eric (épisode 3)
- 1985 : Wildside : Sutton Hollister (principal)
- 1986 : K 2000 : Erik Whitby (saison 4, épisode 14)
- 1986 : Arabesque : Coby Russell (saison 3, épisode 6)
- 1986 : Cheers : Lance Apollonaire (saison 5, épisode 8)
- 1987 : Les Routes du paradis : Richard Davies (saison 3, épisode 17)
- 1988-1989 : Dynastie : Roger Grimes (saison 9)
- 1989 : Dallas : Tommy McKay (saisons 12 et 13)
- 1991 : Le Juge de la nuit : Danny Sicani (saison 1, épisode 7)

- 1991-1992 : Des jours et des vies : Howard 'Hawk' Hawkins (78 épisodes)
- 1992-2000, 2023-2025 : Les Feux de l'amour : Cole Howard
- 1995 : Diagnostic : Meurtre : J. Eddie Peck (saison 2, épisode 21)
- 2000-2003 : La force du destin : Dr. Jake Martin (26 épisodes)
- 2006-2008 : Kyle XY : Adam Baylin (récurrent saisons 1 et 2)
- 2008 : Jordan : Coach (saison 2, épisode 16)

#### Téléfilms
- 1987 : Breaking Home Ties : Brad
- 1992 : Sarah et Julie n'en font qu'à leur tête : Eddie Popko